# Pavel Bakus
Pavel Bakus (* 4. července 1953) je bývalý český hokejový brankář. Po skončení aktivní kariéty působil v Třebíči jako trenér.

## Hokejová kariéra
V československé lize chytal za Duklu Jihlava a Motor České Budějovice. S Duklou Jihlava získal v roce 1974 mistrovský titul. V nižší soutěži chytal v letech 1978 až 1988 za TJ Třebíč. Reprezentoval Československo na mistrovství Evropy juniorů do 19 let v roce 1972, kde tým skončil na 3. místě.

## Klubové statistiky
| 1973/1974 | Dukla Jihlava          | 1. liga | - | -    | - |
| 1976/1977 | Motor České Budějovice | 1. liga | - | -    | - |
| 1977/1978 | Motor České Budějovice | 1. liga | 3 | 9,09 | - |